# Michael Ammer

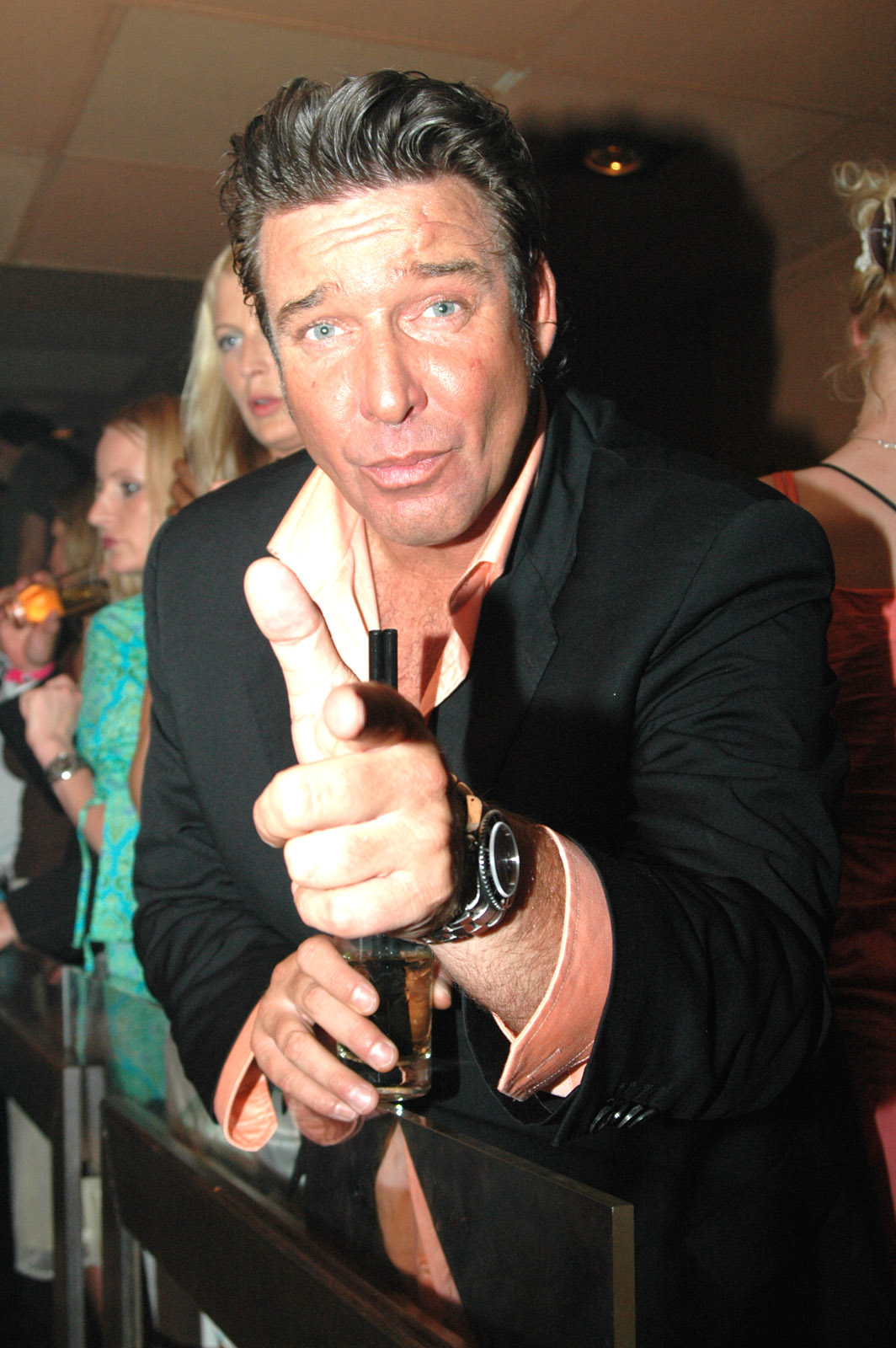
Michael Ammer (2005)

Michael Ammer (* 5. April 1961 in Darmstadt) ist ein deutscher Eventmanager. In den Medien ist er als „Partykönig“ bekannt.

## Biografie
Nach dem Abitur absolvierte Ammer 1980 in einer Hamburger Papierhandlung eine Ausbildung zum Groß- und Außenhandels-Kaufmann. Anschließend begann er 1987 als Türsteher im Rififi  am Ballindamm in Hamburg zu arbeiten. Von 1989 bis 1992 war er als PR- und Event-Manager für die Nobel-Diskothek Trinity in Eimsbüttel beschäftigt. Eine Zeitlang wohnte die Schauspielerin Jenny Elvers bei ihm. Im Jahr 1990 kam der Durchbruch, nachdem es ihm gelang, den Popstar Prince drei Tage hintereinander ins Trinity zu locken.
Bundesweite Bekanntheit erreichte Ammer anschließend durch die Veranstaltungsreihe Michael Ammer Modelnacht, bei der er in einem VIP-Bereich Prominente mit jungen Frauen zusammenbrachte.  Die erste Modelnacht fand im April 1993 im Hamburger Club Traxx statt.
1995 verurteilte das Landgericht Ammer zu einer 18-monatigen Bewährungsstrafe und zur Zahlung von 10 000 Mark – wegen Besitzes, Erwerbs und Abgabe von Kokain sowie wegen sexueller Nötigung und gefährlicher Körperverletzung.
Ammer wurde häufig als Partykönig bezeichnet. Er veranstaltete verschiedene Partys, etwa die donnerstäglichen „Select Club“-Partys bei dem Gastronomen Wollenberg in dessen Hamburger Nobelklub an der Außenalster oder in Kampen auf Sylt die sogenannten „Sturmhauben-Partys“ des Szene-Restaurants „Sturmhaube“ von Detlef Tappe (Besitzer des Hotels „Waltershof“ in Kampen), zu denen die Gäste, darunter It-Girls wie Ariane Sommer, mit Hubschraubern eingeflogen wurden, sowie im Münchener Pacha. Im Jahr 2000 wurde auf einer von Ammer veranstalteten Party in der ehemaligen Hamburger Diskothek J’s ein Anschlag verübt.
2007 wurde Ammer vom Amtsgericht Lübeck wegen Steuerhinterziehung verurteilt. Sein Unternehmen musste Insolvenz anmelden.
Mehrmals war er bei der ProSieben-Sendung taff als Juror für die Wochenserie Die perfekte Promi-Party zu sehen. 2009 wirkte er zusammen mit dem Model Tessa Bergmeier in einer Folge von Exklusiv – Die Reportage mit. In dem Film C.I.S. – Chaoten im Sondereinsatz hatte er 2010 einen Cameo-Auftritt.
Im Jahr 2013 trat Michael Ammer in einem Musikvideo zu Ma Sex and Ma Luv von Gano auf. 2014 kochte er bei Das perfekte Promi-Dinner gegen das Bourlesque-Showgirl Belle la Donna, den Schauspieler Winfried Glatzeder und die Bachelor-Kandidatin Ela Tas.
2014 übernahm Ammer das Management des Supertalent-Kandidaten Ricardo Marinello und beide entwickelten ein House meets Klassik-Konzept zu Ammers Modelnächten. Im August 2015 war er Teilnehmer bei der dritten Staffel von Promi Big Brother und belegte dort den 11. Platz.

## Fernsehen
- 2008–2009: Juror in der taff-Wochenserie „Die Perfekte Promi-Party“
- 2009: Exklusiv – Die Reportage (Folge: Makeup gegen Mistgabel! – Model tauscht mit Bauernmädchen)
- 2010: C.I.S. – Chaoten im Sondereinsatz
- 2014: Das perfekte Promi-Dinner
- 2015: Promi Big Brother

## Diskografie
- 2004 Michael Ammer presents: Glamour Sounds Vol.1
- 2006 Michael Ammer presents: Glamour Sounds Vol.2
- 2007 Michael Ammer presents: Glamour Sounds Vol.3